# François de La Grange
François Louis Georges de La Grange, né le 20 août 1920 à Paris et mort d'une crise cardiaque le 3 mars 1976 à Bukavu (Congo-Kinshasa, alors « Zaïre »), est un journaliste et producteur d'émissions télévisées français.

## Biographie
François de La Grange devient secrétaire de rédaction de la Nouvelle République du Centre-Ouest à Tours en 1954, puis de Radio Brazzaville l'année suivante. Il est rédacteur en chef de Radio-Abidjan à partir de 1954, puis de la Société de radiodiffusion d'outre-mer Sorafom à partir de 1958, année où il devient commentateur politique à l'Office de radiodiffusion-télévision française. Il est présentateur du Journal télévisé de 1959 à 1968. De 1963 à 1968, il est aussi rédacteur en chef du journal télévisé et secrétaire général de l'actualité télévisée, et enfin adjoint au chef du service documentaire de la télévision de 1968 à 1969.
À partir de 1967, il lance l'émission Voyages et aventures qui consiste en une première partie de reportages sur les animaux, et une deuxième partie de reportages de voyages. En 1969, la section animalière de Voyages et aventures devient une émission en soi, Les Animaux du monde. Le concept est de faire de la vulgarisation scientifique de la zoologie, de faire entrer le zoo dans les foyers français par la petite lucarne. L'émission, diffusée deux fois par mois à la Télévision française sur la deuxième chaîne « couleur », est présentée par François de La Grange, Marie-Josée Neuville ou Marlyse Lowenbach (sa seconde femme). L'émission est commentée avec l'appui scientifique d'une équipe attitrée de spécialistes animaliers : Francis Petter, sous-directeur au Muséum national d'histoire naturelle, Pierre Pfeffer, chargé de recherches au CNRS, Antoine Reille, maître assistant à la Faculté des sciences de Paris et Michel Klein, vétérinaire.
Avec Antoine Reille, il est l'un des fondateurs en 1969 de l'association des journalistes-écrivains pour la nature et l'écologie (JNE). Il devient président-adjoint de la Ligue pour la protection des oiseaux (LPO) en 1971.
François de la Grange est inhumé au cimetière de Brazey-en-Morvan en Côte-d'Or.

## Distinctions
- 1971 : Prix Grammont de la Société protectrice des animaux

## Ouvrages
(plusieurs volumes ont été réédités et actualisés jusqu'au début des années 1980)
- François de La Grange, Les Animaux du monde, Éditions Fernand Nathan, Paris, 1969.
- François de La Grange et Antoine Reille, Les Oiseaux du monde, Éditions Fernand Nathan, Paris, 1970.
- François et Marlyse de La Grange, Chiens et chats du monde, Éditions Fernand Nathan, Paris, 1971.
- François de La Grange et Antoine Reille, Animaux et réserves de France, Éditions Fernand Nathan, Paris, 1972.
- François de La Grange, Les Félins, Éditions Fernand Nathan, Paris, 1972.
- François de La Grange, Les Animaux en péril, Éditions Fernand Nathan, Paris, 1973.
- François de La Grange, Les Animaux de la mer, Éditions Fernand Nathan, Paris, 1973.
- François de La Grange et Antoine Reille, L'Homme et la nature, Éditions Fernand Nathan, Paris, 1974.
- François de La Grange, Les Singes, Éditions Fernand Nathan, Paris, 1974.
- François de La Grange et Michel Châteauneuf, Le grand livre des oiseaux de cage et de volière, Éditions Fernand Nathan, Paris, 1974.
- François de La Grange et Jacques Tondra, Le Cheval, Éditions Fernand Nathan, Paris, 1975.
- François de La Grange et Antoine Reille, Les Oiseaux et leurs secrets, Éditions Fernand Nathan, Paris, 1975.
- François de La Grange et Jean Larivière, Animaux extraordinaires, Éditions Fernand Nathan, Paris, 1975.
- François de La Grange et Jean Larivière, Le Monde sauvage des Montagnes rocheuses, Éditions Fernand Nathan, Paris, 1976.

## Hommages
Le livre Le Monde mystérieux des gorilles sera publié en 1977 par Jean Larivière en hommage à la dernière aventure qu'ait vécu François de La Grange.
Le nom du journaliste a été donné à un collège à Liernais en Côte-d'Or.

### Vidéographie
- Entretien de François de la Grange avec Georges Pompidou, JT du 20H, 15 novembre 1963